# Маріан Коциняк
Маріан Коцняк (пол. Marian Kociniak; 11 січня 1936, Варшава — 17 березня 2016, Варшава) — польський актор театру, кіно, радіо і кабаре.

## Біографія
Народився 11 січня 1936 року в Варшаві. Акторську освіту отримав в Державній вищій театральній школі (тепер Театральна академія ім. А. Зельверовіча) у Варшаві, яку закінчив в 1959 році. Учень Людвіка Семполінского. Дебютував в театрі в 1958 році. Актор театрів у Варшаві, виступав теж в сатиричних радіопередачах і в «Кабаре літніх джентльменів».
Двоюрідний брат актора Яна Коциняка.
У 2003 році під час VIII Фестивалю зірок у Мендзиздроє виступив на Променаді зірок.
Від початку своєї кар'єри не погоджувався на інтерв'ю. Винятком є інтерв'ю для BBC з нагоди 50-річчя його творчої діяльності.
З 2010 по 2016 рік співпрацював з театром «Воля».
Був почесним членом комітету підтримки Броніслава Коморовського перед достроковими президентськими виборами 2010 року та перед президентськими виборами в Польщі 2015 року. Помер у 2016 році у Варшаві.

## Вибрана фільмографія
- 1960 — Невинні чародії / Niewinni czarodzieje
- 1962 — Гангстери і філантропи / Gangsterzy i filantropi
- 1962 — Про тих двох, котрі вкрали місяць / O dwóch takich, co ukradli księżyc
- 1964 — Викликаємо вогонь на себе
- 1966 — Бар'єр / Bariera
- 1971 — Блакитне, як Чорне море / Niebieskie jak Morze Czarne
- 1970 — Дятел / Dzięcioł
- 1970 — Операція «Брутус»
- 1970 — Пригоди каноніра Доласа
- 1979 — Викрадення «Савойї»
- 1980 — Крах операції «Терор»
- 1982 — Дантон
- 1999 — Пан Тадеуш